# Нижньовартовський газопереробний завод
Нижньовартовський газопереробний завод – підприємство нафтогазової промисловості, яке діє у Тюменській області Росії. 
Чотири черги заводу однаковою річною потужністю по 2,14 млрд м3 ввели в дію у 1975, 1976, 1977 та 1978 роках. Майданчик призначений для роботи з супутнім газом нафтових родовищ нижньовартовського району, а його продукцією є стабільний газовий бензин, фракція С3+ (у російській термінології відома як широка фракція легких вуглеводнів, ШФЛУ) і товарний газ.  
Максимальний обсяг переробки був досягнутий в 1987-му на рівні у 9,6 млрд м3, що на 12% перевищувало номінальну потужність усіх черг. В 2005-му було прийнято 3,52 млрд м3 та вироблено 916 тис тон ШФЛУ. Станом на середину 2010-х в роботі знаходились лише друга та четверта черги ГПЗ.
Товарний газ відправляють по трубопроводам Нижньовартовський ГПЗ – Сургутська ТЕС (введений в 1975-му) та Нижньовартовськ – Кузбас, а також на Нижньовартовську ТЕС. Видача ШФЛУ відбувається через продуктопровід Нижньовартовськ – Південний Балик.
Наразі ГПЗ належить нафтохімічному холдингу «Сибур».